# Sesvete (żupania pożedzko-slawońska)
Sesvete – wieś w Chorwacji, w żupanii pożedzko-slawońskiej, w mieście Pleternica. W 2011 roku liczyła 128 mieszkańców.